# Телюга ветарська
Телюга ветарська (Sphecotheres hypoleucus) — вид співочих птахів родини вивільгових (Oriolidae).

## Поширення
Ендемік індонезійського острова Ветар, що розташований північніше Тимору. Живе у різноманітних лісах.

## Опис
Довжина тіла близько 26 см, вага тіла — 75–80 г.

## Спосіб життя
Трапляється поодинці, парами або невелики зграйками у кронах дерев. Живиться плодами, переважно фікуса.